# ルノー・アルカナ
アルカナ（ARKANA）は、フランスの自動車メーカー、ルノーが2019年から販売しているクーペSUV（クロスオーバーSUV）である。
車名の「アルカナ」は、ラテン語で「秘密」「神秘」を意味する「ARCANUM」からの造語である。旧ユーゴスラビア諸国においては政治的事情（アルカン、Arkan）に配慮し、メガーヌ コンクエスト（Mégane Conquest）の車名で販売されている。

## 概要
外観は近年のルノーのDNAである「CシェイプLEDヘッドライト」を核に、大きく取られた最低地上高、ワイドホイールアーチ、大径タイヤ＆ホイールを採用する一方、緩やかに傾斜したルーフラインや高い位置に配されたウエストラインで、セダンとクーペとSUVの良さを高い次元で融合させている。
内装はロシア仕様とそれ以外ではデザインが全く異なる。センターコンソールにはAppleのCarPlay、グーグルのAndroid Autoに対応したルノー「イージーリンク」マルチメディアシステムが装備されるが、ロシア向けはタッチスクリーンが8インチ、それ以外は9.3インチとなり、デジタルメータークラスターも採用される。
プラットフォームもロシア仕様とそれ以外では異なり、ロシア仕様はダスターやロシア向けキャプチャーに採用されたB0プラットフォームを進化させた「B0+プラットフォーム」を採用する。208 mmの最低地上高を確保し、アプローチアングルを18度、ディパーチャーアングルを25度としてオフロード性能を確保している。一方、ロシア仕様以外はクリオおよびキャプチャーと同じCMF-Bプラットフォームを採用している。
パワートレーンはロシア仕様とXM3にはH5H型1.3 Lの直噴ガソリンターボ（TCe260）とH4M型1.6 Lガソリン（1.6 GTe）の計2種が用意され、前者にはゲトラグ製の7速EDCが、後者にはジヤトコ製のエクストロニックCVTが組み合わされる。なお1.3 Lはルノーとメルセデス・ベンツが共同で新開発したエンジンで、Aクラス（W177）にも搭載されている。一方、欧州向けはそれらとは異なり、TCe140 (140 ps) とTCe160 (160 ps) の2種類の12 Vモーター付き1.3 Lターボマイルドハイブリッド（TCe140）に加えて、140 psを発揮する1.6 LのE-TECHハイブリッド（E-TECH145）というラインナップとなる。E-TECHはトランスミッションにF1で培った技術をフィードバックさせたドグクラッチを介した上で全て電動化されたことで、WLTCモードで22.8km/Lをマークしている（日本仕様の場合）。オセアニア仕様は1.3Lターボ（TCe155）のみで、日本仕様は上述の通り、E-TECHとマイルドハイブリッドの2種のみの設定で純ガソリン車の販売はない。
生産はロシア仕様がモスクワにあるルノーロシアで、それ以外の仕向け地のアルカナとXM3はルノーコリア釜山工場でそれぞれ行われているが、2022年5月ロシアのウクライナ侵攻の影響により、同社の株をモスクワに、ルノーの保有するアフトヴァース株の67.7%をエンジン中央科学研究所（NAMI）に売却し、同市場から撤退したことで製造を終了している。

### 年表
- 2018年8月 - モスクワ国際モーターショー2018において、コンセプトモデルをワールドプレミア[4]。
- 2019年5月 - 市販仕様を発表[5]。同年夏にロシアで販売を開始。
- 2020年
  - 3月3日 - 韓国のルノーサムスン自動車（当時）がより新しいCMF-B HSプラットフォームを採用した兄弟車を「XM3」の名で発表。アルカナとはパワーユニットや足回り、内装が異なっている。
  - 9月23日 - 欧州市場への投入を発表[6]。よりスポーティーな外観となったR.S.ラインも設定される。
- 2021年
  - 3月10日 - 欧州市場にて正式発表、受注開始。
  - 同年半ば - 豪州市場にて販売開始。グレードはZen, Intens, R.S. Lineの3種展開で、パワーユニットは1.3Lターボ（TCe155）＋7速EDCのみ。
- 2022年
  - 1月5日 - ルノー・ジャポンが同月14日から開催される「東京オートサロン2022」の出展概要を発表するとともに、2022年春期に投入予定の日本仕様のアルカナを展示することを発表[7]。
  - 2月24日 - 日本仕様を正式発表、予約開始（発売は同年5月26日）。日本向けは欧州仕様やXM3と同じくルノーコリア自動車での生産となり、パワーユニットは1.6 L直列4気筒・H4M+2モーターを組み合わせたハイブリッドの「E-TECH」、グレードは「R.S.ライン」のみである[8]。ルノージャポンとしては初代コレオス以来となる韓国製車両でもある。
  - 11月2日 - 2022-2023 日本カー・オブ・ザ・イヤー10ベストカーに選出された[9]。
  - 11月24日 - 日本仕様にマイルドハイブリッド仕様である「R.S.ライン マイルドハイブリッド」を追加。従来のE-TECHは「R.S.ライン E-TECH フルハイブリッド」に改称。
- 2023年
  - 4月21日 - 日本仕様に専用エクステリアをまとった「E-TECHエンジニアード」を設定（発売は5月11日）。これに伴い、従来の「R.S.ライン E-TECH フルハイブリッド」は廃止。
  - 6月30日 - 日本仕様に専用エクステリアをまといつつ装備を厳選し価格を抑えた特別仕様車「アントラクト E-TECH フルハイブリッド」を設定[10]。
  - 7月12日 - 欧州においてマイナーチェンジ版であるフェイズ2を発表。
- 2024年
  - 4月4日 - 韓国向け「XM3」が前日の社名変更（ルノーコリア自動車→ルノーコリア）に伴い、他国同様「アルカナ」へと車名変更された。
  - 10月9日 - 日本仕様をマイナーチェンジ。新デザインのエンブレムなどを採用すると共に、ルノーグループのスポーツカーブランド「アルピーヌ」のエッセンスを取り入れた新グレード「エスプリ アルピーヌ」を設定した。新仕様のグレードは「エスプリ アルピーヌ E-TECH フルハイブリッド」と「エスプリ アルピーヌ マイルドハイブリッド」の2グレードとなる[11]。

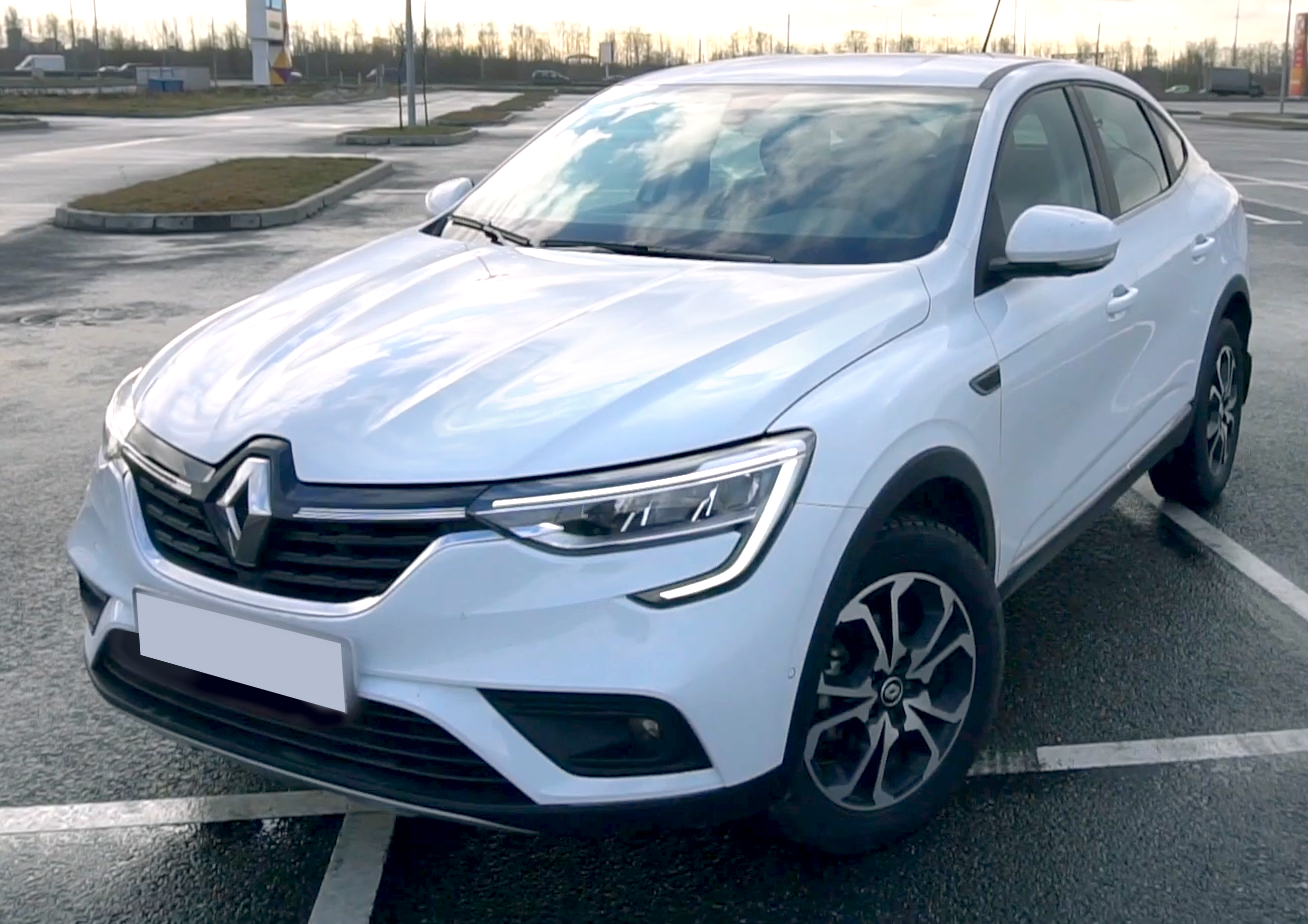
ロシア仕様

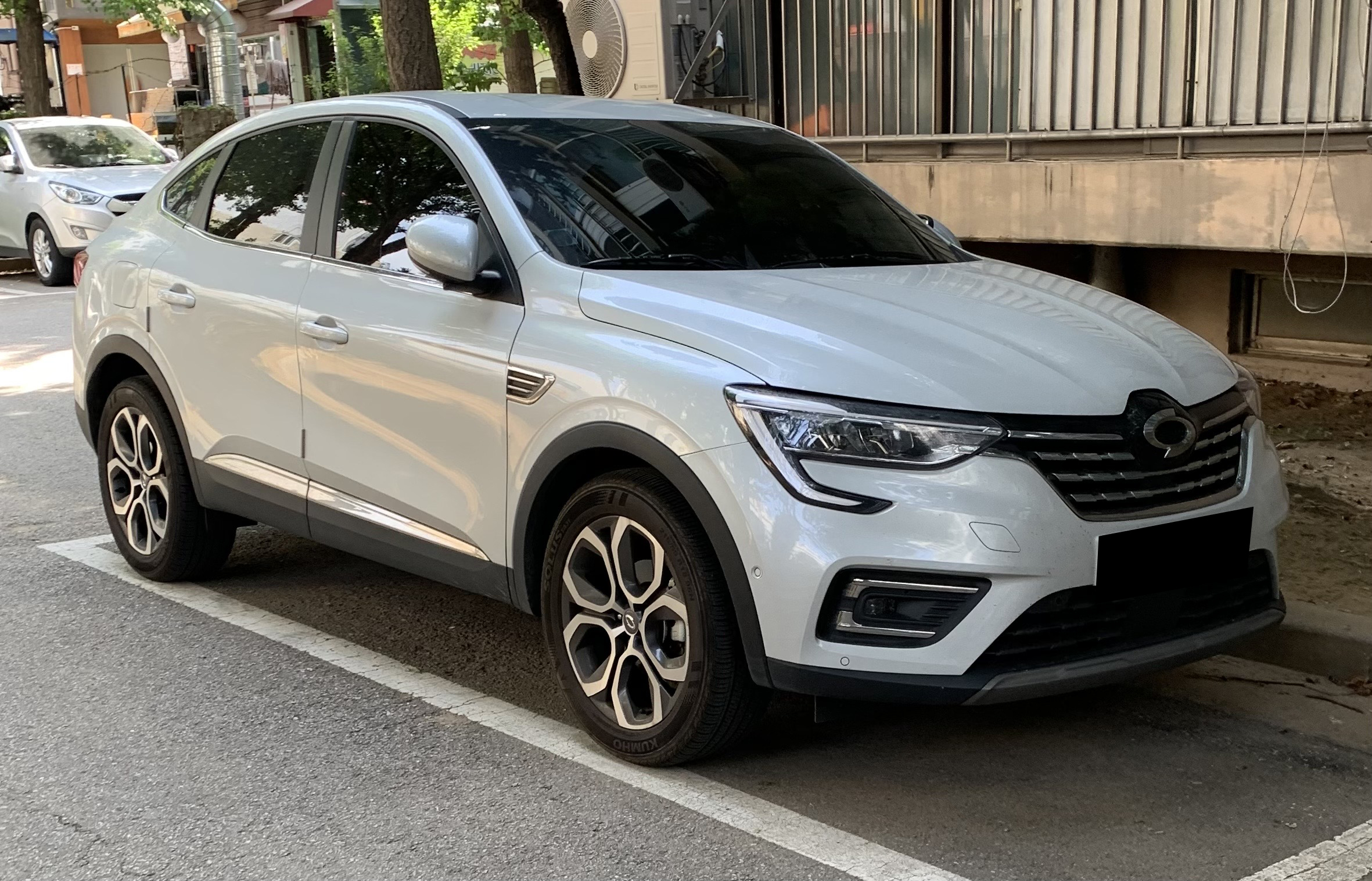
ルノーコリア・XM3

## 車名の由来
ラテン語で「秘密」「神秘」を意味する「ARCANUM」からの造語。